# Мещерский, Григорий Семёнович
Князь Григорий Семёнович Мещерский (15 (26) января 1711 — 3 (14) сентября 1762) — генерал-поручик, Новгородский губернатор, главный командир Новой Сербии и крепости Святой Елизаветы.

## Биография
Родился 15 (26) января 1711 года . Сын генерал-лейтенанта князя Семёна Фёдоровича Мещерского.
10 июля 1736 года жалован из премьер-майоров в подполковники Белгородского ландмилицкого полка.
Во время Финляндской кампании 1742 года — полковник ландмилицкого командированного полка.
 22 июля 1742 года по приказу генерал-фельдмаршала графа П. П. Ласси во главе команды ландмилицких полков выступил из Кексгольма к Нейшлоту. 6 августа подошёл к Нейшлоту и вступил в переговоры с комендантом крепости. На другой день гарнизон капитулировал, и полковник князь Мещерский принял город и уезд под свое управление.
 С 7 августа по 1 ноября 1742 — комендант Нейшлотской крепости. За это время привел к присяге местное население, числом 9608 человек, собрал розданные шведами обывателям оружие и амуницию и организовал сбор продовольствия на нужды армии. Сменен Невского пехотного полка полковником А. Р. Давыдовым.
25 декабря 1755 года произведен в генерал-майоры. Состоял при Украинской дивизии.
В начале Семилетней войны назначен командиром 6-го корпуса, который после соединения с главными силами армии расположился зимой 1756—1757 года на форпостах от Смоленска до Лифляндии. В 1758 году числился в составе Обсервационного корпуса под началом генерал-аншефа Ю. Ю. Броуна. В октябре по болезни находился на лечении в Гродно.
С 16 по 30 августа 1760 года — Новгородский губернатор. 30 августа 1760 года произведен в генерал-поручики с назначением членом Военной коллегии. При Петре III — член Военной коллегии и шеф драгунского полка. 23 июня 1762 года назначен командующим Новосербским корпусом и крепостью Святой Елизаветы и послан в Новую Сербию для проведения расследования о деятельности генерал-поручика И. С. Хорвата.
Умер 3 (14) сентября 1762 года.

## Награды
- Орден Святого Александра Невского[17]

## Семья
Жена (с 1737 года) — княжна Анна Ивановна Долгорукова (12.08.1720—27.12.1806), дочь князя Ивана Ивановича Долгорукого (4.12.1680—19.01.1737) и Аграфены Лукиничны Ляпуновой (23.06.1680—16.01.1737). Похоронена с мужем, князем Г. С. Мещерским, в Казанской церкви села Башино Каширского уезда.
Дети:
- Прасковья (27.10.1739—29.11.1766) — замужем за полковником Павлом Матвеевичем Ржевским (1.01.1734—24.11.1793).
- Анна (15.07.1743 — ?) — замужем за генерал-поручиком князем Фёдором Фёдоровичем Щербатовым (21.03.1731—31.08.1791).

Обе сестры и муж последней похоронены с родителями в Казанской церкви села Башино Каширского уезда